# Roland Mouret
Roland Mouret (* 27. August 1961 in Lourdes, Frankreich) ist ein französischer Modedesigner.

## Leben
Mouret ist der Sohn eines Metzgers. Im Alter von 17 Jahren (1978) ging er nach Paris und besuchte dort drei Monate lang eine Modeschule. Im Jahr 1981 entdeckte ihn Jean-Paul Gaultier in einem Nachtclub und buchte ihn als Model. Später arbeitete er als Stylist für die Magazine wie ID, Glamour und andere.
Ende der 1980er Jahre zog er nach London und eröffnete in Soho eine Bar. 1996 entwarf er unter dem Label People Corporation erstmals eigene Mode und zeigte 1998 auf der London Fashion Week seine erste Kollektion unter eigenem Namen.
Im Jahr 2005 erfand er das Galaxy-Kleid, das Trägerinnen wie Demi Moore oder Victoria Beckham bekannt machten. 2006 gründete er mit Simon Fuller die Firma „19RM“. 2007 präsentierte er seine Mode zum ersten Mal unter dem neuen Label „RM“ in Paris.
Mouret kann weder zeichnen noch nähen, sondern entwirft seine Mode direkt am Modell.

## Auszeichnungen
- 2002: British Designer of the Year
- 2010: Ehrenbürger von Lourdes[1]